# National Institute of Mental Health
Das National Institute of Mental Health (NIMH) ist eins der 27 Institute der National Institutes of Health (NIH). Das NIH wiederum gehört zum US-Gesundheitsministerium und ist die wichtigste Behörde für biomedizinische Forschung der USA.
Das NIMH ist ein auf psychische Störungen spezialisiertes Forschungszentrum und die weltweit größte Einrichtung seiner Art. Das 1949 gegründete Institut befindet sich in Bethesda (Maryland). Es verfügt über einen Jahreshaushalt von etwa 2,2 Mrd. US$ (Finanzjahr 2022).

## Aufgabe
Das NIMH sieht seine Aufgabe in der Erweiterung des Wissens von Ursachen und Behandlung psychischer Störungen durch Grundlagenforschung und klinischer Forschung. Besonderes Augenmerk liegt dabei auf folgenden Punkten:
- Entdeckung neuer Methoden zur Entschlüsselung von Ursachen psychischer Störungen
- Erforschung von Krankheitsverläufen zur Verbesserung der Interventionsmöglichkeiten
- Entwicklung neuer und besserer Interventionen
- Steigerung der öffentlichen Aufmerksamkeit für die eigenen Themengebiete

## Bekannte Forscher
- Julius Axelrod, Nobelpreisträger für Medizin 1970
- Roger Sperry, Nobelpreisträger für Medizin 1981
- Eric Kandel und Paul Greengard, Nobelpreisträger für Medizin 2000 zusammen mit Arvid Carlsson, wurden mehr als drei Jahrzehnte vom NIMH unterstützt.